# مولن بزرگ (فیلم)
«مولن بزرگ» (انگلیسی: Le Grand Meaulnes (film)) یک فیلم است.

## بازیگران
- ژان-باپتیستا مونیر
- کلیمانس پوزی
- فیلیپ تورتون
- امیلی دوکن
- ژون لیبرو
- پیر ورنیه